# Maurice Depaix
Maurice Depaix, né le 13 août 1939 à Charlieu, est un homme politique français.

## Biographie
Conseiller de tribunal administratif, Maurice Depaix est conseiller général du Rhône, élu du canton d'Amplepuis de 1988 à 2001 et maire d'Amplepuis de 1989 à 2001. Membre du Parti socialiste jusqu'en 1991, il est ensuite apparenté socialiste.
Le 10 décembre 1995, il est élu député de la 8e circonscription du Rhône lors d'une élection partielle organisée pour remplacer Michel Mercier, démissionnaire après son élection au Sénat. Son mandat prend fin avec la dissolution de l'Assemblée nationale le 21 avril 1997. Candidat à un nouveau mandat lors des élections législatives en juin de la même année, il est battu au second tour par Robert Lamy (RPR).